# Luis Ernesto Franco
Luis Ernesto Franco (Tepic, 21 de dezembro de 1983) é um ator e modelo mexicano.

## Biografia
Desde os 18 anos mora na Cidade do México, onde inicia seus estudos como ator no Centro de Treinamento Atoral (CEFAC). Foi aluno de professores como Raúl Quintanilla, Héctor Mendoza e Dora Cordero. Ao se formar na escola, integra a peça Te odio , escrita por Ximena Escalante e dirigida por Dora Cordero. É um dos fundadores da produtora Los Güeros Filmes .
Em 2018 protagonizou a primera temporada da série Falsa identidad junto com Camila Sodi. 
Em 2020 continuou como protagonista da segunda temporada.

## Vida Pessoal
Se casou com a atriz Marimar Vega em agosto de 2015. Em maio de 2018, o casal anunciou a separação.

## Carreira

### Televisão
| Ano            | Título                  | Personagem                                                         |
| -------------- | ----------------------- | ------------------------------------------------------------------ |
| 2003           | La hija del jardinero   | Orlando                                                            |
| 2004           | Soñarás                 | Valdimir Oroño                                                     |
| 2005           | Top Models              | Tadeo Enriquez                                                     |
| 2006           | Campeones de la vida    | Valentín D'Alessandro                                              |
| 2007           | Sin vergüenza           | Enrique "Kike"                                                     |
| 2008-2009      | Secretos del alma       | Alejandro "Álex" Lascurraín                                        |
| 2010           | Vidas robadas           | Francisco Palacios                                                 |
| 2011-2012      | A corazón abierto       | Dr. Augusto Maza                                                   |
| 2013           | Secretos de familia     | Andrés Ventura Morientes                                           |
| 2014           | Camelia la Texana       | Gerardo Robles "El Alacrán"                                        |
| 2015-2016      | Bajo el mismo cielo     | Rodrigo Martínez "El Faier"                                        |
| 2016-2018      | Señora Acero, la coyote | Daniel Philips "El Gringo"                                         |
| 2018           | Ingobernable            | Santiago Salazar D'Olhaberriague                                   |
| 2018- presente | Falsa identidad         | Diego Hidalgo Virrueta "El Güero" / Emiliano Guevara / Oliver Dunn |

### Cinema
- Malacopa (2020)
- La Boda de la Abuela (2019)
- El cumple de la Abuela (2016)
- Lo que podríamos ser (2014) - Santiago
- Obediencia perfecta (2014) - Padre Robles
- No sé si cortarme las venas o dejármelas largas (2013) - Félix
- Tlatelolco, Verano de 68 (2013) - Alducín
- Colosio: El asesinato (2012) - Pedro
- Los inadaptados (2011) - Gilberto
- 2033 (2009) - Milo
- Tres piezas de amor en un fin de semana (2009) - Joaquín
- Amar (2009) - Carlos
- Pamela por amor (2008)
- El garabato (2008)
- Esperanza (2004)

### Apresentador
- Ultimate Beastmaster 1 - Apresentador Mexicano (2017)
- Ultimate Beastmaster 3 - Apresentador Mexicano (2018)

### Produtor

#### Produtor executivo
- La boda de la abuela (2019)
- El cumple de la abuela (2016)
- Lo que podríamos ser (2014)
- Cuatro lunas (2014)
- Detrás del poder (2013)
- Bajo tortura (2013)
- Los inadaptados (2011)
- Mejor ponte a trabajar (2010)
- Igual (2010)

#### Produtor associado
- No sé si cortarme las venas o dejármelas largas (2013)

## Escritor
- Lo que podríamos ser (2014)